# اورویکن
اورویکن (به سوئدی: Orrviken) یک منطقهٔ مسکونی در سوئد است که در بخش اوسترشوند واقع شده‌است. اورویکن ۰٫۵۵ کیلومتر مربع مساحت و ۲۶۲ نفر جمعیت دارد.